# Морфологический анализ идеологий
Морфология идеологий (англ. the morphology of ideology, ideological morphology) или морфологический анализ идеологий (англ. morphological analysis of ideology) — концепция в теории идеологий и подход к анализу идеологий в политической теории, развитый в работах Майкла Фридена и основывающийся на рассмотрении идеологий как сложных комбинаций политических идей. 

## Предпосылки
Фриден сформулировал семь основных предпосылок морфологического анализа, артикулирующих концептуализацию самого понятия политической идеологии.
1. Политическая идеология является типичной формой политического мышления.
2. Политическое мышление при этом охватывает не только профессиональную сферу, но всё социальное взаимодействие.
3. Идеологии должны анализироваться как комбинации различных политических идей и понятий.
4. Морфологический анализ сконцентрирован на микроструктурах, составляющих идеологии, и их изменчивости (англ. fluidity).
5. Идеологии рассматриваются как «дискурсивные соревнования за контроль над публичным политическим языком»[1].
6. Анализ идеологий основывается на исследовании политического дискурса как совокупности текстуальных, аудиальных, символических и визуальных проявлений человеческого самовыражения.
7. Доступ к политическому мышлению, а также всем конкретным политическим идеям возможен только как доступ к идеологиям[2].

Основой морфологического анализа, таким образом, является деконтестация (англ. decontestation) — процесс установления отдельным элементам политического дискурса в соответствие содержания политических понятий и постоянного оспаривания подобных связей. Эта идея стала развитием концепции сущностно оспариваемых понятий — для Фридена принципиальным вопросом, определяющим политическое мышления, становится не то, как в тех или иных идеологиях определяются абстрактные идеи (например, социальное равенство), а то, как они между собой взаимосвязаны.

## Структура идеологий
Морфологический подход очерчивает основные структурные компоненты любой идеологии. Во-первых, по уровню организации выделяют микрокомпоненты, концепты и макроконцептуальные конкатенации. Во-вторых, по ригидности и скорости изменения значения понятий Фриден предложил выделять основные (core), смежные (adjacent) и периферийные (peripheral) компоненты. Таким образом, идеология определяется через свою морфологию, т.е. набор тех или иных концепций на разных уровнях.
Например, концепция свободы является основной для либерализма: одновременно и связывающей прочие концепты воедино, и определяющей эту идеологию как таковую, права человека — смежной, а национализм находится на периферии.

## Критика
Сам Фриден указывал на то, что морфологический подход во многом пересекается с другими влиятельными направлениями, предлагающими своё понимание идеологий, а именно: историей понятий Райнхарта Козеллека, постструктурализмом и дискурс-анализом, но при этом абстрагировал свои разработки от марксизма с его экономическим детерминизмом и уверенностью в неизбежной ложности идеологического сознания и от аналитической политической теории, сводившей к работе в рамках моральной философии.
Алан Финлэйсон провёл сравнительный анализ концепции Фридена (объект исследования в которой — понятие) с теорией дискурса Лакло — Муфф, где ключевым объектом исследования является означающее, отметив, что их объединяет уверенность в том, что «основы идеологии являются ... семиотическими, а не поведенческими». При этом исследователь отмечает, что недостающим объектом исследования, который бы мог связать внутреннюю структуру идеологий со внешним миром политических акторов и политического действия, являются риторические споры (англ. argument).

## Примечание
1. ↑  Freeden, 2013, p. 117.
2. ↑  Freeden, 2013, pp. 116-119.
3. ↑  McKenzie, 2013, pp. 9-10.
4. ↑  Freeden, 2013, pp. 124-125.
5. ↑  Freeden, 2013, p. 132.
6. ↑  Finlayson, 2012.